# 464
Évszázadok: 4. század – 5. század – 6. század
Évtizedek: 410-es évek – 420-as évek – 430-as évek – 440-es évek – 450-es évek – 460-as évek – 470-es évek – 480-as évek – 490-es évek – 500-as évek – 510-es évek
Évek: 459 – 460 – 461 – 462 –  463 – 464 – 465 – 466 – 467 – 468 – 469

## Események

### Nyugat- és Keletrómai Birodalom
- Flavius Rusticiust és Anicius Olybriust választják consulnak.
- Remismund újra egyesíti a Rechiar halála után szétesett hispániai Szvéb Királyságot. II. Theodoric vizigót uralkodó elismeri őt királyként, ajándékokat küld neki és feleségül ad hozzá egy gót hercegnőt.
- Meghal Aegidius, az észak-galliai ún. Soissons-i Királyság vezetője; egyes vélemények szerint meggyilkolták. Utóda fia, Syagrius.
- A Beorgor vezette alánok betörnek Itáliába, de Ricimer Bergamo mellett legyőzi őket és a csatában elesik Beorgor is.
- A Dalmáciában önállósodó Marcellinus sereget visz Szicíliába, hogy elűzze a fosztogató vandálokat.

### Kína
- 33 évesen meghal Hsziaovu, a Liu Szung dinasztia császára. Utóda 15 éves fia, Liu Ce-je, aki a Csienfej uralkodói nevet veszi fel. Az ifjú császár hamarosan erőszakosságáról és szexuális kicsapongásairól válik hírhedtté.

## Születések
- Hásim ibn Abd Manáf, Mohamed próféta dédapja
- Liang Vu-ti, a kínai Liang-dinasztia alapítója

## Halálozások
- Aegidius, nyugatrómai hadvezér
- Szung Hsziaovu-ti, a Liu Szung dinasztia császára